# Milimetar
Milimetar (simbol: mm) je jedinica za merenje dužine, rastojanja. Jednaka je hiljaditom delu metra. (Prefiks "mili-" u Međunarodnom sistemu jedinica označava 1/1000).
Milimetar se između ostalog uglavnom upotrebljava u mašinstvu, dok se u zemljama anglosaksonskog govornog područja koristi palac.